# Giải vô địch bóng đá nữ ASEAN
Giải vô địch bóng đá nữ ASEAN (tiếng Anh: ASEAN Women's Championship, trước là AFF Women's Championship), là giải đấu bóng đá giữa các đội tuyển nữ quốc gia thuộc khu vực Đông Nam Á do Liên đoàn bóng đá ASEAN (AFF) tổ chức.
Đội vô địch nhiều lần nhất là Thái Lan với bốn lần vô địch.

## Kết quả
| 2004 Chi tiết | Việt Nam    | · Myanmar       | 2–2 (s.h.p.) (4–2 p) | · Việt Nam B        | · Việt Nam | 4–1       | · Indonesia   |
| 2006 Chi tiết | Việt Nam    | · Việt Nam      | vòng tròn            | · Đài Bắc Trung Hoa | · Thái Lan | vòng tròn | · Myanmar     |
| 2007 Chi tiết | Myanmar     | · Myanmar       | 1–1 (s.h.p.) (4–1 p) | · Thái Lan          | · Việt Nam | 6–0       | · Malaysia    |
| 2008 Chi tiết | Việt Nam    | · Úc            | 1–0                  | · Việt Nam          | · Thái Lan | 3–0       | · Myanmar     |
| 2011 Chi tiết | Lào         | · Thái Lan      | 2–1                  | · Myanmar           | · Việt Nam | 6–0       | · Lào         |
| 2012 Chi tiết | Việt Nam    | · Việt Nam      | 0–0 (s.h.p.) (4–3 p) | · Myanmar           | · Thái Lan | 14–1      | · Lào         |
| 2013 Chi tiết | Myanmar     | · U-23 Nhật Bản | 1–1 (s.h.p.) (5–3 p) | · U-20 Úc           | · Việt Nam | 3–1       | · Myanmar     |
| 2015 Chi tiết | Việt Nam    | · Thái Lan      | 3–2                  | · Myanmar           | · U-20 Úc  | 4–3       | · Việt Nam    |
| 2016 Chi tiết | Myanmar     | · Thái Lan      | 1–1 (s.h.p.) (6–5 p) | · Việt Nam          | · Myanmar  | 1–0       | · U-20 Úc     |
| 2018 Chi tiết | Indonesia   | · Thái Lan      | 3–2                  | · U-20 Úc           | · Việt Nam | 3–0       | · Myanmar     |
| 2019 Chi tiết | Thái Lan    | · Việt Nam      | 1–0 (s.h.p.)         | · Thái Lan          | · Myanmar  | 3–0       | · Philippines |
| 2022 Chi tiết | Philippines | · Philippines   | 3–0                  | · Thái Lan          | · Myanmar  | 4–3       | · Việt Nam    |
| 2025 Chi tiết | Việt Nam    | · U-23 Úc       | 1–0                  | · Myanmar           | · Việt Nam | 3–1       | · Thái Lan    |

## Thành tích theo quốc gia
| Đội tuyển                     | Vô địch                    | Á quân                     | Hạng ba                                | Hạng tư                    |
| ----------------------------- | -------------------------- | -------------------------- | -------------------------------------- | -------------------------- |
| Thái Lan                      | 4 (2011, 2015, 2016, 2018) | 3 (2007, 2019, 2022)       | 3 (2006, 2008, 2012)                   | 1 (2025)                   |
| Việt Nam (bao gồm Việt Nam B) | 3 (2006, 2012, 2019)       | 3 (2004, 2008, 2016)       | 6 (2004, 2007, 2011, 2013, 2018, 2025) | 2 (2015, 2022)             |
| Myanmar                       | 2 (2004, 2007)             | 4 (2011, 2012, 2015, 2025) | 3 (2016, 2019, 2022)                   | 4 (2006, 2008, 2013, 2018) |
| Úc (bao gồm U-20, U-23)       | 2 (2008, 2025)             | 1 (2013, 2018)             | 1 (2015)                               | 1 (2016)                   |
| Philippines                   | 1 (2022)                   | -                          | -                                      | 1 (2019)                   |
| U-23 Nhật Bản                 | 1 (2013)                   | -                          | -                                      | -                          |
| Đài Bắc Trung Hoa             | -                          | 1 (2006)                   | -                                      | -                          |
| Lào                           | -                          | -                          | -                                      | 2 (2011, 2012)             |
| Indonesia                     | -                          | -                          | -                                      | 1 (2004)                   |
| Malaysia                      | -                          | -                          | -                                      | 1 (2007)                   |